# Варламова, Наталия Владимировна
Ната́лия Влади́мировна Варла́мова (род. 1952) — советский и российский юрист, специалист по философии права, а также — теории и социологии права и государства; ведущий научный сотрудник сектора сравнительного права Института государства и права РАН; профессор кафедры теории государства и права РУДН; автор статей в «Юридической энциклопедии» (2001).

## Биография
Выпускница Всесоюзного юридического заочного института (1986); кандидат юридических наук с диссертацией «Политико-правовое сознание и развитие самоуправления» (1991), доктор юридических наук с диссертацией «Права человека: теоретическое обоснование и юридико-догматическая конкретизация» (2025).

## Работы
Наталия Варламова является автором и соавтором нескольких десятков научных публикаций, включая несколько учебников и монографий; она специализируется, в основном, на философских проблемах права и вопросах теории и социологии права и государства:
- Между единогласием и волей большинства : политико-правовые аспекты консенсуса / Н. В. Варламова, Н. Б. Пахоленко ; Центр конституционных исслед. Московского общественного науч. фонда. — Москва : Центр конституционных исслед. Московского общественного науч. фонда, 1997. — 64, [1] с. : ил., табл.; 20 см. — (Современный российский конституционализм).; ISBN 5-89554-007-4 : 500 экз.
- Местное самоуправление в Российской Федерации : Сб. норматив. актов : (По состоянию на 1 окт. 1997 г.) / [Составители Варламова Н. В., Лаптева Л. Е.; Вступ. ст. Л. Е. Лаптевой]. — М. : Белые альвы, 1998. — 510 с.; 21 см. — (Основы конституционного строя Российской Федерации).; ISBN 5-7619-0054-8.
- Защита личности от дискриминации : программа учебного курса / авт.-сост.: Варламова Н. В. и др. — Москва : РИО «Новая юстиция», 2008. — 31 с.; 21 см. — (Юристы за конституционные права и свободы).; ISBN 978-5-91028-046-9.
- Проблемы общей теории права и государства : учебник для вузов / [Варламова, Н. В. и др.]; под общ. ред. В. С. Нерсесянца. — Москва : Норма, 2008. — 813 с.; 22 см; ISBN 978-5-89123-361-4.
- Стандарты Совета Европы в области прав человека применительно к положениям Конституции Российской Федерации : Избр. права / Ин-т права и публ. политики; Науч. ред.: Варламова Н. В., Васильева Т. А. — М. : Ин-т права и публ. политики, 2002 (ООП ЦНИИТЭИТракторосельхозмаш). — 604 с.; 30 см; ISBN 5-94357-010-1.
- Типология правопонимания и современные тенденции развития теории права. М.: Право. — 2010. — 241 с.
- Политическая философия утилитаризма и доктрина прав человека // Государство и право. 2012. № 9.
- Представительные органы публичной власти: содержание понятия // Представительные органы в системе публичной власти // Труды Института государства и права Российской академии наук. 2012. № 1.
- Права человека как предмет юридической интерпретации // Государство и право. 2009. № 2.
- Юрисдикция государства как основание ответственности за обеспечение прав и свобод человека (практика Европейского Суда по правам человека) // Государство и право. 2007. № 11.

## Награды
- Медаль ордена «За заслуги перед Отечеством» II степени (4 декабря 2023 года) — за большой вклад в развитие науки и многолетнюю добросовестную работу[1]